# Kazallu
Kazallu o Kazalla va ser una ciutat estat de Mesopotàmia situada al nord-oest d'Adab.
Les primeres notícies en són la seva conquesta per Sargon I quan regnava Kashtubila. Segons un text accadi "Sargon va deixar la ciutat tan buida que ni els ocells trobaven lloc per fer el niu". Es va revoltar els anys 2284 aC i 2260 aC sense èxit, però va accedir de nou a la independència cap a finals del segle.
Segons una tauleta del regnat de Gudea de Lagaix, Kazallu va ser refundada en algun moment a l'oest de Mesopotàmia, a la terra de Martu. Els erudits pensen que es trobava a uns 15 km de Babilònia, just a l'oest de l'Eufrates. Kazallu va esdevenir ciutat estat independent i va conquerir alguns dels seus veïns incloent Babilim (babilònia). Al segle xix aC va conquerir temporalment Larsa, però no la va poder conservar més que uns mesos. Des de Kazallu Babilim va aconseguir per primer cop la seva independència després de l'any 1900 aC.